# هیثم المالح
هیثم المالح (زاده ۱۹۳۱ میلادی در دمشق) حقوقدان، فعال حقوق بشر و رئیس پیشین دولت انتقالی سوریه می‌باشد.

## زندگی‌نامه
هیثم المالح متولد سال ۱۹۳۱ در دمشق است، وی در رشته حقوق فارغ‌التحصیل شد و دارای دانشنامه قانون عام بین‌المللی می‌باشد. وی به عنوان یک وکیل در سال ۱۹۵۷ شروع به کار کرد. سپس در سال ۱۹۵۸ به قضائیه منتقل گردید. مقامات سوریه در سال ۱۹۶۶ قانون ویژه‌ای را تصویب نمودند که منجر به برکناری وی به عنوان یک قاضی شد وی مجدداً به حرفه وکالت برگشت و کماکان یک وکیل می‌باشد.
مالح کار و فعالیت سیاسی خود را از سال ۱۹۵۱ در زمان حکومت نظامی ادیب الشیشکلی آغاز نمود و در سال‌های ۱۹۸۰ تا ۱۹۸۶ در زمان ریاست جمهوری حافظ اسد به همراه تعداد زیادی از اعضای سندیکای وکلا و نیز فعالان سیاسی و اپوزیسیون به دلیل فراخوان به اصلاحات در قانون اساسی دستگیر شد. وی بارها در زمان زندانی بودن و در مجموع ۱۱۰روز دست به اعتصاب غذا زد که در یکی از این اعتصاب غذاها که ۷۰ روز مستمر طول کشید در آستانه مرگ قرار گرفت.
وی از سال ۱۹۸۹ با سازمان عفو بین‌الملل کار می‌کند و با شماری دیگر از فعالان جمعیت سوری حقوق بشر را تأسیس نمود (به عربی الجمعیة السوریة لحقوق الإنسان).
هیثم المالح بار دیگر در ۱۴ اکتبر ۲۰۰۹ در سن ۷۹ سالگی از طرف بخش امنیت سیاسی رژیم سوریه در دمشق دستگیر شد. سازمان‌های مدافع حقوق بشر در لندن و دمشق این موضوع را اعلام کردند. این دستگیری بعد از گفتگوی تلفنی وی با تلویزیون ماهواره‌ای بردی سوری مخالف بود. هیثم مالح در این گفتگو اوضاع سوریه را مورد انتقاد قرار داد و به مبارزه با فساد فراخوان داد. وی دراین گفتگو گفت: «سوریه بیش از پیش درفقر فرومی‌رود. درحالی که ثروتمند بیش از پیش فربه می‌شود. و… هر شهروند باید حقوق خود را بداند و از آن دفاع کند…»

## ریاست دولت انتقالی سوریه

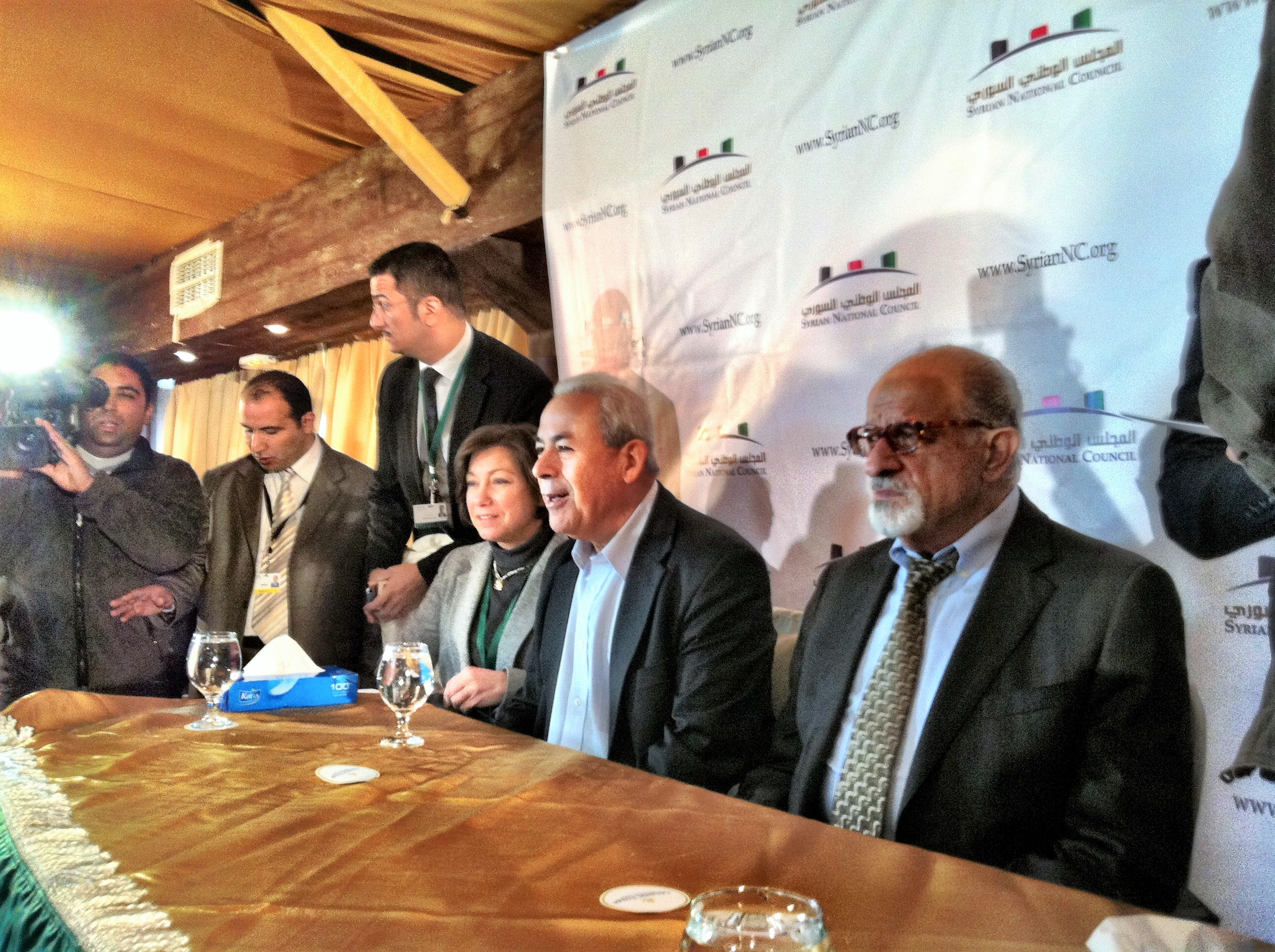
هیثم المالح (سمت راست تصویر)

گروه‌های اپوزیسیون سوریه در روز ۳۱ ژوئیه ۲۰۱۲ در نشستی در قاهره توافق کردند که هیثم المالح، ریاست دولت انتقالی سوریه را به عهده گیرد.
هیثم المالح مسئولیت تشکیل دولت در تبعید را که مقر آن در قاهره خواهد بود، به عهده گرفت.
المالح در گفتگو با خبرگزاری فرانسه گفت: «من مسئولیت تشکیل دولت انتقالی را پذیرفتم و برای تشکیل کابینه با همهٔ گروه‌های اپوزیسیون سوریه در خارج و داخل کشور مشورت خواهم کرد.»
مالح که دارای سابقه دفاع از حقوق بشر است، در گفتگو با خبرگزاری فرانسه اضافه کرد: «وقتی بشار اسد از قدرت کناره‌گیری کند یا برکنار شود، نباید در وضعیتی نابسامان و بدون هیچ برنامهٔ سیاسی مشخصی باشیم. هدف از تشکیل این دولت در تبعید، آمادگی برای قبول مسئولیت‌ها و هدایت کشور با برنامه‌ریزی قبلی و هزینه‌های کمتر است.»

## از مواضع وی
هیثم المالح در مصاحبه با روزنامه مصری الشروق در تاریخ ۱۰ ژانویه ۲۰۱۷ گفت که وی رئیس توافقی سوریه می‌باشد.
وی گفت که هیچ راه حلی بدون خروج جنگجویان خارجی در سوریه متصور نیست. آمریکا مخالف نابودی کشور ما نیست و به‌طور پنهانی با روسیه بازی می‌کند.
وی در مورد نقش جمهوری اسلامی ایران در سوریه گفت که: «نفوذ ایران در دو مرحله بوده‌است اول در زمان رئیس‌جمهور سابق حافظ اسد که روابطی استراتژیک با هم علیه رئیس‌جمهور سابق عراق صدام حسین داشتند سپس در زمان بشار اسد این نفوذ بیشتر شد و به پروژه ایران برای تضعیف کل منطقه عربی اجازه وسیع‌تر داده شد. آنچه الان درسوریه رخ می‌دهد یک اشغال است که تهران به سوریه جنگجو می‌فرستد و آنها را مسلح می‌کند و تاکنون ۵۰ میلیارد دلار برای حمایت از بشار اسد خرج کرده‌است.»